# Jason Gurney
Jason Gurney (Sheringham, 1910 - 1973) fue un escultor británico que luchó en la guerra civil española.

## Biografía
Su familia se mudó a Sudáfrica cuando él era un niño y después de dejar la escuela trabajó en Johannesburgo. Al final, ahorró suficiente dinero para regresar a Europa. Gurney se instaló en París y estudió con el escultor Ossip Zadkine. Después se mudó a Londres y trabajó con Frank Dobson, ganándose bien la vida como escultor y viviendo en Chelsea, se ganó bien la vida como escultor. Durante la Gran Depresión, experimentó la división de la sociedad en Londres y le preocupaba el auge del fascismo (tanto en Italia y Alemania, como el ascenso de la Unión Británica de Fascistas de Oswald Mosley) pero se negó a unirse al Partido Laborista o al Partido Comunista de Gran Bretaña
Durante la guerra civil española, Gurney estuvo con las Brigadas Internacionales desde diciembre de 1936 hasta agosto de 1937. Durante ese tiempo, sirvió en el batallón Británico, el batallón Lincoln y en el Estado Mayor de la XIV Brigada Internacional. Resultó herido en la mano derecha por una bala explosiva disparada por un francotirador durante un intervalo entre combates en las trincheras del Jarama, siendo evacuado de Colmenar de Oreja a Tarancón el 17 de mayo de 1937.  Su herida fue lo suficientemente grave como para enviarlo a casa y que nunca más trabajara como escultor.
Sus memorias de la guerra civil española fueron publicadas póstumamente y han sido ampliamente utilizadas por los historiadores. Conoció y describió a Tom Wintringham, Fred Copeman, André Marty, Martin Hourihan, Jock Cunningham, George Nathan, Vladimir Ćopić, Steve Nelson y muchos otros.